# Битка код Ле Сента
Битка код Ле Сента је била поморска битка која се одиграла од 9. априла до 12. априла 1782. током Америчког рата за независност, у којој је британска флота под командом адмирала Џорџа Роднија поразила француску флоту под команду грофа де Граса, због чега су Француска и Шпанија биле присиљене да одустану од планиране инвазије на Јамајку. У британској литератури ова битка је још позната и као Битка од 12. априла или Друга битка код Доминике.

## Битка
У Америчком рату за независност, након битке код Доминике 9. априла 1782. године, француска флота од 33 линијска брода под командом адмирала грофа Франсоа де Граса крстарила је недалеко од Ле Сента у покушају да омогући свом конвоју са трупама заштиту и неометан десант на Јамајку. У зору 12. априла британска флота од 36 линијска брода под командом адмирала Џорџа Роднија била је на око 28 km северозападно од Ле Сента у формацији колоне, а француска 18,5 km североисточно од ње. Роднијев начелник штаба, капетан бојног брода сер Чарлс Даглас, био је веома талентован официр, велики противник формализма и потпуног срозавања науке о поморској ратној вештини у британској морнарици тог времена. Даглас је био присталица идеја Џона Клерка, који је доказивао да Британци неће моћи да постигну ниједан успех у поморским биткама ако се буду формалистички и доследно држали својих упутстава за борбу уместо да примене основне поставке науке о ратној вештини.
Након оштре препирке између сер Дагласа и адмирала Роднија, Родни је попустио и пристао на одступање од уобичајених строгих правила у британској морнарици, приставши на покушај пробијања линије француске бразде.
Флоте су се приближавале у готово паралелним курсевима. Французи су успели да заузму положај приветрине, али је слаб и променљив ветар отежавао маневрисање и једне и друге стране, тако да је борба претходница у пролазу, која је била започета у 07:45 часова остале без неког резултата. Око 09:00 часова ветар је нагло окренуо на југоисток што је адмирал Родни веома вешто искористио и пробио француски поредак. Наиме, његов командни брод „Формидабл” (енгл. HMS Formidable)- са 98 топова - налазио се у борбеном поретку у висини четвртог брода иза де Грасовог командног брода „Вил де Пари” (фр. Ville de Paris) са 110 топова вешто искористио и, са још неколико бродова који су га следили у колони, пробио француски распоред. Скоро истовремено, на другим местима, самоиницијативно, кроз де Грасов поредак продрла су још два британска брода. Тиме су одвојене и обухваћене три групе француских бродова на којима су је била готово комплетна артиљерија предвиђена за напад на Јамајку, међу њима и де Грасов командни брод, који је био принуђен да се преда заједно са адмиралом де Грасом.

## Последице
Иако је адмирал Родни пропустио повољну прилику да гони и потпуно уништи француску флоту, његов маневар у овој бици је био значајна прекретница у поморској тактици јер прекида дотадашње по сваку цену формалистичко и круто одржавање линијског поретка. Изненађење и концентрација снага против одвојених слабијих делова противничке групе били су изнад свих очекивања.